# Bamse

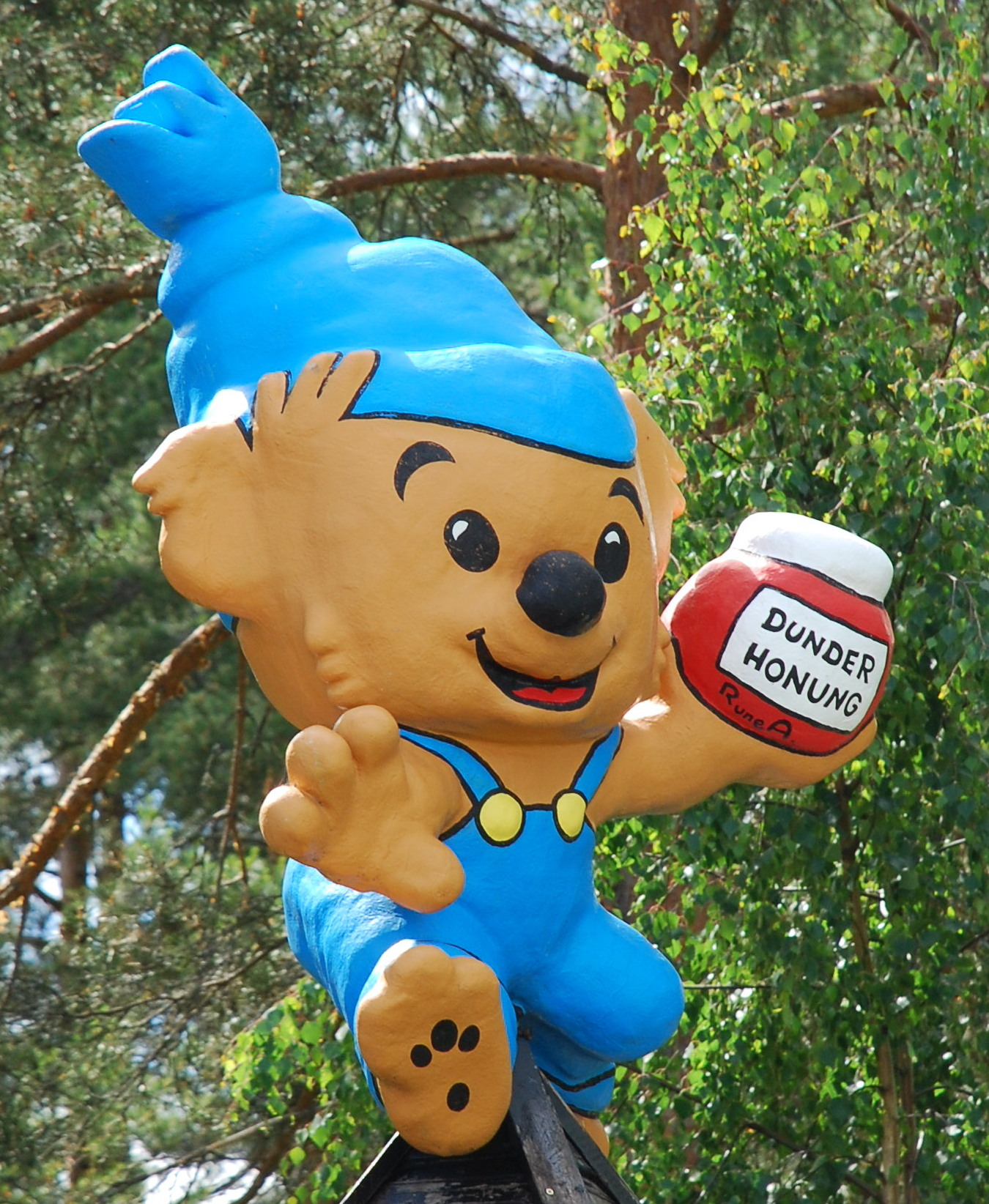
Bamse met donderhoning

Bamse, het sterkste beertje van de hele wereld (Zweeds: Bamse, Världens starkaste björn) is een stripfiguur van de Zweedse tekenaar Rune Andreasson (1925-1999).  

## Geschiedenis
Bamse begon in 1966 als zondagse krantenstrip van een halve pagina; later werden het lange verhalen. In 1973 ontstond het maandblad dat tussen 1979 en 1990 ook in Nederland werd uitgebracht. De benamingen in onderstaand overzicht zijn de benamingen die in het Nederlandse maandblad werden gebruikt. 

## Personages
- Bamse: teddybeer (vertaling) met een blauwe muts en dito tuinbroek. Hij dankt zijn kracht aan de donderhoning die zijn oma voor hem maakt; ieder ander die ervan eet (behalve Zoem de bij) krijgt drie dagen buikpijn. Bamse is niet alleen het sterkste beertje van de hele wereld maar ook het aardigste; hij helpt vriend en vijand in nood.

### Familie en vrienden
- Bromelia: dochter van de boswachter voor wie Bamse klusjes opknapte. Al snel werden ze verliefd op elkaar en traden ze in het huwelijk. Bamse werd hiertoe gevraagd toen hij met zijn vrienden een bootreis naar de Noordkaap maakte.

- Bram, Teddy en Anna-Bella: de kinderen van Bamse en Bromelia. Toen hun personages zich begonnen te ontwikkelen bleek Teddy leergierig en - na observaties van Dopman - bijziend; hij begon een bril te dragen en werd beter in tafeltennis. Anna-Bella lijkt op haar vader, die eerst dacht dat hij drie zoons had gekregen en daarom de naam Bamse Junior overwoog. Ook Anna-Bella wordt sterk van donderhoning, maar krijgt er wel tegelijkertijd buikpijn van. Dit blijkt het mislukte resultaat van Oma's poging om Anna-Bella tegen zichzelf en haar broers te beschermen door haar een speciale honing te geven zonder het gebruikelijke donderextract. In 1986 kwam er nog een meisje bij die -na wederom een observatie van Dopman - verstandelijk gehandicapt bleek te zijn en immuun voor donderhoning. Bram, Teddy en Anna-Bella werden uiteindelijk schoolgaande kinderen.

- Flapper: wit konijn met een rode strik dat ondanks zijn bangigheid meerdere keren het leven van zijn vrienden heeft gered. Hij werkt als postbode en als chef-kok in het restaurant.

- Nina: de liefde van Flapper en goede vriendin van Bromelia, met wie ze als badmeester heeft gewerkt om het geld voor de bootreis bijeen te krijgen. Op volle zee werd ze gearresteerd omdat ze een overval zou hebben gepleegd; dit bleek echter een vermomde veldmuis te zijn. In 1986 kregen Nina en Flapper een zoon; de hyperactieve Mini-Sprong.

- Dopman: geleerd schildpad met hoge hoed. Hij bewaart van alles en nog wat in zijn schild en heeft talloze uitvindingen gedaan waarvan hij de eet-en slaap-wekker als zijn beste beschouwt. Dopman houdt zich strikt aan het schema dat de wekker hem voorschrijft, dus ook op ongepaste momenten. Er waren echter uitzonderingen; zoals de ontdekking van een dinosaurusei, de geboorte van de drieling en de valse beschuldiging hun dood te hebben veroorzaakt waardoor hij in een diepe depressie verkeerde. De eet- en slaapwekker is feitelijk een tegenhanger van de donderhoning; een die Bamse en Flapper dwingt om zelf oplossingen te bedenken in noodsituaties. Dopman is ook een fanatiek schaker; hij heeft de wereldkampioen verslagen en speelt meestal met zichzelf omdat hij qua intelligentie op eenzame hoogte staat. Zijn motto is "Ik geloof alleen wat ik zie/weet".

### Vijanden
- Willem de Wolf: werd opgevoed door criminelen maar toen die in de gevangenis belandden besloot hij z'n leven te beteren. Daar kreeg hij echter niet de kans voor, omdat zijn verleden zich tegen hem keerde. Bamse gaf hem wel die kans want "niemand wordt beter van een pak slaag" en liet hem voor het paard Rossie (Billy Boy in latere uitgaven) zorgen. Willem werd geaccepteerd maar niet van harte, en hoewel hij regelmatig terugvalt in oude gewoontes zien de andere wolven hem als een overloper.

- Knok en Brok: inbrekers die in het verleden nog weleens op hulp konden rekenen van Willem, zoals bij hun vergeefse poging om Dopman te omzeilen toen deze als nachtwaker werkte.

- Krelis: schurkachtige veldmuis. Hij groeide op als zoon van een bankier maar werd achtergesteld bij zijn broer Delis die schijnbaar niks verkeerds kon doen. Later nam hij wraak door Delis op te laten draaien voor loterijvervalsing; toen deze bij vrijkwam en de waarheid ontdekte verdween hij voorgoed uit het leven van zijn broer. Krelis heeft zich in de tussentijd hogerop gewerkt met bloedgeld en laat de vuile klusjes door zijn 'neefjes' opknappen.

- Kapitein Buster: samen met het onhandige trio Slim, Sluw en Bolle probeerde hij keer op keer om Bamse uit te schakelen maar uiteindelijk gaven ze de strijd op. Maar ze speelden wel een belangrijke rol in de bootreis door bij Bamse, Flapper, Dopman en Oma in te breken en de pas gekochte porseleinen poezen stuk te slaan. Dopman had de zijne nog en toen hij hem zelf stuksloeg bleek er een briefje in te zitten. Nadat hij ontdekte dat de piraten hadden ingebroken ging Bamse de andere briefjes ophalen; verkleed als kapitein Onweer. Bij de samenstelling van de legpuzzel ontstond er een schatkaart. De piraten waren aangenaam verrast toen ze hoorden dat ze de helft van de schat konden krijgen (Buster: "De helft is voor mij, de rest is voor jullie drieën").

- Kapitein Sabeltand: net als Krelis een schurkachtige veldmuis. Bij zijn debuut in 1982 liet hij  Bamse en Anna-Bella ontvoeren en stopte ze in een brandkast; maar terwijl zij met hulp van Dopman wisten te ontsnappen ontdekten de piraten, onbewust van de gevolgen, de donderhoning. Hoewel ze besloten om niet meer terug te keren kwamen ze Bamse later weer tegen toen hij met hulp van een geleegde schatkist van een onbewoond eiland afkwam en deed alsof ie 'geladen' was.

- Reinard: deze vos komt sinds 2006 in de Zweedse uitgaven voor. Hij profileert zich dan wel als veelzijdig crimineel, maar Bamse is er niet van onder de indruk.

## Bamses school
In deze rubriek besteedden de personages aandacht aan dieren, andere culturen, het heelal etc. Ook de politieke toestanden in China en Vietnam kwamen aan bod wat de beschuldiging opleverde dat de strip het communisme zou aanhangen.  
In de verhalen zelf worden onderwerpen aangesneden als racisme, pesten, geweld, gelijke behandeling en het doden van bedreigde diersoorten. 

## Tekenfilms
Tegelijkertijd met de eerste strips verscheen er ook een serie zwart-wit tekenfilmpjes; in 1970 kwam de kleurenversie die begin 1984 door de VARA werd uitgezonden. Flapper heette hierin Huppie Konijn, Dopman Meneer Schildmans, en Bamse at toverhoning in plaats van donderhoning dat de juiste vertaling is. De originele versies van de tekenfilms zijn inmiddels op DVD uitgebracht, en alleen verkrijgbaar in Zweden. 
Dat geldt ook voor de Nintendo Game Boyspel die in 1993 uitkwam; het werd echter afgedaan als een slap aftreksel van Wonder boy. 
In 2014 verscheen een avondvullende tekenfilm waarin Bamses oma wordt ontvoerd.

## Trivia
- In 1998 werd er een Bamse-park geopend in de dierentuin van Kolmården.
- De kinderen van het GTST-personage Rikki de Jong heten Bram en Teddy.
- Bamse Bjørn is de Noorse vertaling van de Deense strip Rasmus Klump, die in het Nederlands Pol heet.
- In 2012 werd er op youtube een videoserie gestart waarin een Zweedse Fin onder de naam 'Bamse's Turbo Underpants' met zijn vrienden een Volvo driftauto bouwt. De serie is erg populair geworden onder de Volvo liefhebbers met zo'n honderdvijftig duizend kijkers per aflevering.
- Bamse is ook een zeldzame meisjesnaam in Waarschoot.